# LOSC Lille 2025-2026
Questa voce raccoglie le informazioni riguardanti il LOSC Lille nelle competizioni ufficiali della stagione 2025-2026.

## Divise e sponsor
Lo sponsor tecnico per la stagione 2025-2026 è New Balance, mentre lo sponsor ufficiale è Boulanger
| Casa | Trasferta |

## Rosa
Aggiornata al 17 agosto 2025  

 In corsivo i calciatori ceduti durante la stagione.
| N. |                         | Ruolo | Calciatore             |
| -- | ----------------------- | ----- | ---------------------- |
| 1  | Turchia (bandiera)      | P     | Berke Özer             |
| 2  | Algeria (bandiera)      | D     | Aïssa Mandi            |
| 3  | Belgio (bandiera)       | D     | Nathan Ngoy            |
| 4  | Brasile (bandiera)      | D     | Alexsandro             |
| 6  | Algeria (bandiera)      | C     | Nabil Bentaleb         |
| 7  | Belgio (bandiera)       | C     | Matias Fernandez-Pardo |
| 8  | Francia (bandiera)      | C     | Ethan Mbappé           |
| 9  | Francia (bandiera)      | A     | Olivier Giroud         |
| 10 | Islanda (bandiera)      | C     | Hákon Arnar Haraldsson |
| 11 | Norvegia (bandiera)     | A     | Osame Sahraoui         |
| 12 | Belgio (bandiera)       | D     | Thomas Meunier         |
| 14 | Norvegia (bandiera)     | A     | Marius Broholm         |
| 15 | Francia (bandiera)      | D     | Romain Perraud         |
| 16 | Belgio (bandiera)       | P     | Arnaud Bodart          |
| 17 | RD del Congo (bandiera) | C     | Ngal'ayel Mukau        |

| N. |                       | Ruolo | Calciatore                |
| -- | --------------------- | ----- | ------------------------- |
| 21 | Francia (bandiera)    | C     | Benjamin André (capitano) |
| 22 | Portogallo (bandiera) | D     | Tiago Santos              |
| 23 | Kosovo (bandiera)     | A     | Edon Zhegrova             |
| 26 | Portogallo (bandiera) | C     | André Gomes               |
| 27 | Portogallo (bandiera) | A     | Félix Correia             |
| 28 | Francia (bandiera)    | C     | Ugo Raghouber             |
| 32 | Francia (bandiera)    | C     | Ayyoub Bouaddi            |
| 36 | Francia (bandiera)    | D     | Ousmane Touré             |
| 41 | Belgio (bandiera)     | D     | Vincent Burlet            |
|    | Guinea (bandiera)     | A     | Mohamed Bayo              |
|    | Portogallo (bandiera) | D     | Rafael Fernandes          |
|    | Francia (bandiera)    | D     | Trévis Dago               |
|    | Francia (bandiera)    | P     | Marc-Aurèle Caillard      |

## Calciomercato

### Sessione estiva(dall'1/7 all'1/9)
| Acquisti | Acquisti         | Acquisti       | Acquisti                   |
| R.       | Nome             | da             | Modalità                   |
| -------- | ---------------- | -------------- | -------------------------- |
| A        | Félix Correia    | Gil Vicente    | definitivo (7 milioni €)   |
| A        | Marius Broholm   | Rosenborg      | definitivo (6 milioni €)   |
| P        | Berke Özer       | Eyüpspor       | definitivo (4,5 milioni €) |
| D        | Nathan Ngoy      | Standard Liegi | definitivo (4,5 milioni €) |
| D        | Romain Perraud   | Betis          | definitivo (3 milioni €)   |
| P        | Arnaud Bodart    | Metz           | gratuito                   |
| A        | Olivier Giroud   | Los Angeles FC | gratuito                   |
| R.       | Nome             | da             | Modalità                   |
| A        | Andrej Ilić      | Union Berlino  | fine prestito              |
| A        | Alan Virginius   | Young Boys     | fine prestito              |
| A        | Tiago Morais     | Rio Ave        | fine prestito              |
| C        | Ugo Raghouber    | Dunkerque      | fine prestito              |
| A        | Mohamed Bayo     | Anversa        | fine prestito              |
| D        | Vincent Burlet   | Le Mans        | fine prestito              |
| A        | Trévis Dago      | Annecy         | fine prestito              |
| D        | Rafael Fernandes | Rangers        | fine prestito              |
| D        | Ousmane Traoré   | Valenciennes   | fine prestito              |

| Cessioni         | Cessioni            | Cessioni            | Cessioni                    |
| R.               | Nome                | a                   | Modalità                    |
| ---------------- | ------------------- | ------------------- | --------------------------- |
| P                | Lucas Chevalier     | Paris Saint-Germain | definitivo (40 milioni €)   |
| D                | Bafodé Diakité      | Bournemouth         | definitivo (35 milioni €)   |
| D                | Gabriel Gudmundsson | Leeds Utd           | definitivo (11,6 milioni €) |
| A                | Andrej Ilić         | Union Berlino       | definitivo (5 milioni €)    |
| A                | Alan Virginius      | Young Boys          | definitivo (2,5 milioni €)  |
| A                | Jonathan David      | Juventus            | svincolato                  |
| C                | Angel Gomes         | Olympique Marsiglia | gratuito                    |
| C                | Rémy Cabella        | Olympiacos          | gratuito                    |
| A                | Tiago Morais        | Casa Pia            | prestito                    |
| P                | Lisandru Olmeta     | Bastia              | prestito                    |
| D                | Samuel Umtiti       |                     | svincolato                  |
| D                | Ismaily             |                     | svincolato                  |
| P                | Vito Mannone        |                     | svincolato                  |
| Altre operazioni |                     |                     |                             |
| R.               | Nome                | a                   | Modalità                    |
| A                | Chuba Akpom         | Ajax                | fine prestito               |
| D                | Mitchel Bakker      | Atalanta            | fine prestito               |

### Sessione invernale (dal 1/1 al 31/1)
| Acquisti         | Acquisti         | Acquisti         | Acquisti         |
| R.               | Nome             | da               | Modalità         |
| Altre operazioni | Altre operazioni | Altre operazioni | Altre operazioni |
| R.               | Nome             | a                | Modalità         |
| ---------------- | ---------------- | ---------------- | ---------------- |

| Cessioni         | Cessioni         | Cessioni         | Cessioni         |
| R.               | Nome             | a                | Modalità         |
| Altre operazioni | Altre operazioni | Altre operazioni | Altre operazioni |
| R.               | Nome             | a                | Modalità         |
| ---------------- | ---------------- | ---------------- | ---------------- |

## Risultati

### Ligue 1

#### Girone di andata
| Arbitro: | Turpin |

|                                     |           |                                     |
| K. Doumbia 34’, 51’ Le Cardinal 75’ | Marcatori | 11’ Giroud 26’ Haraldsson 66’ Mukau |

| Villeneuve-d'Ascq 24 agosto 2025, ore 20:45 CEST 2ª giornata | Lilla | – referto | Monaco | Stadio Pierre Mauroy |

| Lorient 3ª giornata | Lorient | – | Lilla | Stadio Yves Allainmat |

| Villeneuve-d'Ascq 4ª giornata | Lilla | – referto | Tolosa | Stadio Pierre Mauroy |

| Lens 5ª giornata | Lens | – referto | Lilla | Stadio Bollaert-Delelis |

| Villeneuve-d'Ascq 6ª giornata | Lilla | – referto | Olympique Lione | Stadio Pierre Mauroy |

| Villeneuve-d'Ascq 7ª giornata | Lilla | – referto | Paris Saint-Germain | Stadio Pierre Mauroy |

## Statistiche

### Statistiche di squadra
| Competizione     | Punti | In casa | In casa | In casa | In casa | In casa | In casa | In trasferta | In trasferta | In trasferta | In trasferta | In trasferta | In trasferta | Totale | Totale | Totale | Totale | Totale | Totale | DR |
| Competizione     | Punti | G       | V       | N       | P       | Gf      | Gs      | G            | V            | N            | P            | Gf           | Gs           | G      | V      | N      | P      | Gf     | Gs     | DR |
| ---------------- | ----- | ------- | ------- | ------- | ------- | ------- | ------- | ------------ | ------------ | ------------ | ------------ | ------------ | ------------ | ------ | ------ | ------ | ------ | ------ | ------ | -- |
| Ligue 1          | 1     |         |         |         |         |         |         | 1            | 0            | 1            | 0            | 3            | 3            | 1      | 0      | 1      | 0      | 3      | 3      | 0  |
| Coppa di Francia | -     |         |         |         |         |         |         |              |              |              |              |              |              |        |        |        |        |        |        |    |
| Europa League    | -     |         |         |         |         |         |         |              |              |              |              |              |              |        |        |        |        |        |        |    |
| Totale           | -     |         |         |         |         |         |         | 1            | 0            | 1            | 0            | 3            | 3            | 1      | 0      | 1      | 0      | 3      | 3      | 0  |

### Andamento in campionato
| Giornata  | 1 | 2 | 3 | 4 | 5 | 6 | 7 | 8 | 9 | 10 | 11 | 12 | 13 | 14 | 15 | 16 | 17 | 18 | 19 | 20 | 21 | 22 | 23 | 24 | 25 | 26 | 27 | 28 | 29 | 30 | 31 | 32 | 33 | 34 |
| --------- | - | - | - | - | - | - | - | - | - | -- | -- | -- | -- | -- | -- | -- | -- | -- | -- | -- | -- | -- | -- | -- | -- | -- | -- | -- | -- | -- | -- | -- | -- | -- |
| Luogo     | T |   |   |   |   |   |   |   |   |    |    |    |    |    |    |    |    |    |    |    |    |    |    |    |    |    |    |    |    |    |    |    |    |    |
| Risultato | N |   |   |   |   |   |   |   |   |    |    |    |    |    |    |    |    |    |    |    |    |    |    |    |    |    |    |    |    |    |    |    |    |    |
| Posizione |   |   |   |   |   |   |   |   |   |    |    |    |    |    |    |    |    |    |    |    |    |    |    |    |    |    |    |    |    |    |    |    |    |    |

Legenda:

Luogo: C = Casa; T = Trasferta. Risultato: R = Rinviata; V = Vittoria; N = Pareggio; P = Sconfitta.

### Andamento in Europa League
| Giornata  | 1 | 2 | 3 | 4 | 5 | 6 | 7 | 8 |
| --------- | - | - | - | - | - | - | - | - |
| Luogo     |   |   |   |   |   |   |   |   |
| Risultato |   |   |   |   |   |   |   |   |
| Posizione |   |   |   |   |   |   |   |   |

Legenda:

Luogo: C = Casa; T = Trasferta. Risultato: R = Rinviata; V = Vittoria; N = Pareggio; P = Sconfitta.

### Statistiche dei giocatori
Sono in corsivo i calciatori che hanno lasciato la società a stagione in corso.
| Giocatore          | Ligue 1  | Ligue 1 | Ligue 1     | Ligue 1    | Coppa di Francia | Coppa di Francia | Coppa di Francia | Coppa di Francia | Europa League | Europa League | Europa League | Europa League | Totale   | Totale | Totale      | Totale     |
| Giocatore          | Presenze | Reti    | Ammonizioni | Espulsioni | Presenze         | Reti             | Ammonizioni      | Espulsioni       | Presenze      | Reti          | Ammonizioni   | Espulsioni    | Presenze | Reti   | Ammonizioni | Espulsioni |
| ------------------ | -------- | ------- | ----------- | ---------- | ---------------- | ---------------- | ---------------- | ---------------- | ------------- | ------------- | ------------- | ------------- | -------- | ------ | ----------- | ---------- |
| Alexsandro         | 1        | 0       | 0           | 0          | 0                | 0                | 0                | 0                | 0             | 0             | 0             | 0             | 1        | 0      | 0           | 0          |
| B. André           | 1        | 0       | 0           | 0          | 0                | 0                | 0                | 0                | 0             | 0             | 0             | 0             | 1        | 0      | 0           | 0          |
| M. Bayo            | 0        | 0       | 0           | 0          | 0                | 0                | 0                | 0                | 0             | 0             | 0             | 0             | 0        | 0      | 0           | 0          |
| N. Bentaleb        | 1        | 0       | 0           | 0          | 0                | 0                | 0                | 0                | 0             | 0             | 0             | 0             | 1        | 0      | 0           | 0          |
| A. Bodart          | 0        | -0      | 0           | 0          | 0                | -0               | 0                | 0                | 0             | -0            | 0             | 0             | 0        | -0     | 0           | 0          |
| A. Bouaddi         | 1        | 0       | 0           | 0          | 0                | 0                | 0                | 0                | 0             | 0             | 0             | 0             | 1        | 0      | 0           | 0          |
| M. Broholm         | 1        | 0       | 0           | 0          | 0                | 0                | 0                | 0                | 0             | 0             | 0             | 0             | 1        | 0      | 0           | 0          |
| V. Burlet          | 1        | 0       | 0           | 0          | 0                | 0                | 0                | 0                | 0             | 0             | 0             | 0             | 1        | 0      | 0           | 0          |
| F. Correia         | 1        | 0       | 0           | 0          | 0                | 0                | 0                | 0                | 0             | 0             | 0             | 0             | 1        | 0      | 0           | 0          |
| M. Fernandez-Pardo | 1        | 0       | 0           | 0          | 0                | 0                | 0                | 0                | 0             | 0             | 0             | 0             | 1        | 0      | 0           | 0          |
| O. Giroud          | 1        | 1       | 0           | 0          | 0                | 0                | 0                | 0                | 0             | 0             | 0             | 0             | 1        | 1      | 0           | 0          |
| M. Goffi           | 1        | 0       | 0           | 0          | 0                | 0                | 0                | 0                | 0             | 0             | 0             | 0             | 1        | 0      | 0           | 0          |
| André Gomes        | 0        | 0       | 0           | 0          | 0                | 0                | 0                | 0                | 0             | 0             | 0             | 0             | 0        | 0      | 0           | 0          |
| H. A. Haraldsson   | 1        | 1       | 0           | 0          | 0                | 0                | 0                | 0                | 0             | 0             | 0             | 0             | 1        | 1      | 0           | 0          |
| A. Mandi           | 0        | 0       | 0           | 0          | 0                | 0                | 0                | 0                | 0             | 0             | 0             | 0             | 0        | 0      | 0           | 0          |
| E. Mbappé          | 0        | 0       | 0           | 0          | 0                | 0                | 0                | 0                | 0             | 0             | 0             | 0             | 0        | 0      | 0           | 0          |
| T. Meunier         | 0        | 0       | 0           | 0          | 0                | 0                | 0                | 0                | 0             | 0             | 0             | 0             | 0        | 0      | 0           | 0          |
| N. Mukau           | 1        | 1       | 0           | 0          | 0                | 0                | 0                | 0                | 0             | 0             | 0             | 0             | 1        | 1      | 0           | 0          |
| N. Ngoy            | 1        | 0       | 1           | 0          | 0                | 0                | 0                | 0                | 0             | 0             | 0             | 0             | 1        | 0      | 1           | 0          |
| B. Özer            | 1        | -3      | 0           | 0          | 0                | 0                | 0                | 0                | 0             | 0             | 0             | 0             | 1        | -3     | 0           | 0          |
| R. Perraud         | 1        | 0       | 0           | 0          | 0                | 0                | 0                | 0                | 0             | 0             | 0             | 0             | 1        | 0      | 0           | 0          |
| O. Sahraoui        | 0        | 0       | 0           | 0          | 0                | 0                | 0                | 0                | 0             | 0             | 0             | 0             | 0        | 0      | 0           | 0          |
| Tiago Santos       | 0        | 0       | 0           | 0          | 0                | 0                | 0                | 0                | 0             | 0             | 0             | 0             | 0        | 0      | 0           | 0          |
| O. Touré           | 1        | 0       | 0           | 0          | 0                | 0                | 0                | 0                | 0             | 0             | 0             | 0             | 1        | 0      | 0           | 0          |
| S. Umtiti          | 0        | 0       | 0           | 0          | 0                | 0                | 0                | 0                | 0             | 0             | 0             | 0             | 0        | 0      | 0           | 0          |
| E. Zhegrova        | 0        | 0       | 0           | 0          | 0                | 0                | 0                | 0                | 0             | 0             | 0             | 0             | 0        | 0      | 0           | 0          |